# Maximilien II de Bourgogne
Pour les articles homonymes, voir Maximilien II.
Maximilien II de Bourgogne (né le 28 juillet 1514, mort le 4 juin 1558 à Zandenbourg), marquis de Veere et seigneur de Beveren, était un noble des Pays-Bas au service des Habsbourg.
Maximilien était le fils d'Adolphe de Bourgogne et d'Anna de Bergen. Il était le petit-fils de Philippe de Bourgogne-Beveren et l'arrière petit-fils d'Antoine, bâtard de Bourgogne, fils illégitime du duc Philippe III de Bourgogne. Érasme était un visiteur régulier de la maison de son père, et il a écrit au jeune Maximilien des lettres pour l'encourager à étudier les sciences.
En 1540, Maximilien succède à son père comme amiral des Pays-Bas. En 1542, il devient amiral des Flandres et en 1546 chevalier de l'ordre de la Toison d'or. En 1547, il devient stadhouder de Hollande, Zélande et Utrecht et amiral-général de Zélande. En 1555, l'empereur Charles Quint promeut Veere au rang de marquisat, en récompenses des bons et loyaux services de Maximilien.
Le 1er mai 1542, Maximilien épouse Louise de Croÿ (1524–1585), fille de Philippe II de Croÿ, seigneur d'Aarschot. Le mariage demeura sans enfant. Il lègue ses biens à son neveu Maximilien de Hénin-Liétard, fils de sa sœur Anne de Bourgogne, épouse de Jean V de Hénin-Liétard. Le marquisat de Veere était cependant grevé de dettes si lourdes que les héritiers durent le vendre.

## Sources
- Bulletins de l'Académie royale des sciences, des lettres et des beaux-arts de Belgique, 1847, p. 591. Lire en ligne.